# Jo nang dpe tshogs
| Tibetische Bezeichnung                    |
| ----------------------------------------- |
| Wylie-Transliteration: jo nang dpe tshogs |
| Chinesische Bezeichnung                   |
| Traditionell: 覺囊文集                    |
| Vereinfacht: 觉囊文集                     |
| Pinyin:Juenang wenji                      |

Die tibetische Buchreihe jo nang dpe tshogs (in Umschrift nach Wylie; chin. Juenang wenji 覺囊文集 / 觉囊文集; engl. Jonang Publication Series) ist eine in jüngerer Zeit in China erscheinende Buchreihe mit Schriften der Jonang-Schule des tibetischen Buddhismus. Sie enthält teilweise vorher unveröffentlichte Schriften.

## Kurzeinführung
Die 33 Bände umfassende Jonang-Buchreihe erschien im Verlag Mi rigs dpe skrun khang (Minzu chubanshe 民族出版社) in Peking. Sie enthält ausgewählte Sutras und Tantras aus allen Genres der literarischen Tradition dieser Schule und macht sie zugänglich. Die tibetischen Texte wurden aus dem Korpus der tibetischen buddhistischen Literatur der Jonang-Schule ausgewählt, um das zeitgenössische scholastische Curriculum in den Jonang-Klöstern Tibets widerszuspiegeln. Die Werke der Reihe wurden ausgewählt und bearbeitet unter dem Jonang Standing Council (Ständigen Rat der Jonang) in Zusammenarbeit mit der Jonang Foundation.

## Bände
Quelle: saujanyabooks.com

### 1 bis 10
- 1. Ri chos nges don rgya mtsho, Dölpopa Sherab Gyeltshen. Das Werk ist Dölpopa Sherab Gyeltshens Meisterwerk über shentong (gzhan stong). Es gilt als Klassiker der tibetischen buddhistischen philosophischen Literatur.
- 2. Rgyud bla'i TIk ka, Dölpopa Sherab Gyeltshen. Das Rgyud bla'i TIk ka ist Dölpopa Sherab Gyeltshens Kommenter zu Maitreyas berühmtem Uttaratantra. Das Werk ist nicht in Dölpopas Gesammelten Werken (gsung 'bum) enthalten.
- 3. Phar phyin mdo lugs ma, von Dölpopa Sherab Gyeltshen. Das Phar phyin mdo lugs ma ist Dölpopa Sherab Gyeltshen Kommentar zu den Prajnaparamita-sutras. Dieses Werk ist einer der Schlüsseltexte für das Studium der Mahayana-Literatur im zeitgenössischen scholastische Curriculum der Jonang.
- 4-5. Phar phyin nya TI ka. Nyawon Kunga Pal (2 Bde.). Das Phar phyin nya TI ka is Nyawon Kunga Pals Verdichtung der Prajnaparamita-Sutras. Nyawon Kunga Pal war einer der Hauptschüler von Dölpopa Sherab Gyeltshen und eine der frühen Koryphäen der Jonang-Tradition.
- 6-7. Mngon pa kun btus. Sazang Mati Panchen (2 Bde.). Der Mngon pa kun btus ist der Kommentar von Sazang Mati Panchen zu den wesentlichen Punkten der Philosophie, Psychologie und Metaphysik des Mahayana-Buddhismus. Sazang Mati Panchen war einer der Hauptschüler von Dölpopa Sherab Gyeltshen.
- 8. Blang dor rab gsal. Sazang Mati Panchen. Das Blang dor rab gsal ist Sazang Mati Pansens Klarstellung zu wesentlichen Fragen der buddhistischen Philosophie. Sazang Mati Panchen war einer der wichtigsten Schüler von Dolpopa Sherab Gyaltsen.
- 9. Tshad ma rnam 'grel, Tshal Minpa Sonam Zangpo[3]. Das Tshad ma rnam 'grel ist ein wichtiges Werk zur buddhistischen Erkenntnistheorie. Dieser Text wurde von dem Jonang-Gelehrten Tshal Minpa verfasst und wird hier zum ersten Mal in veröffentlichter Form angeboten.
- 10. Dbu ma theg mchog, Taranatha. Das Dbu ma theg mchog ist Jetsun Taranathas bahnbrechendes Werk über shentong (gzhan stong). Diese Ausgabe enthält den Wurzeltext zusammen mit dem ausführlichen Kommentar in Form von Transkriptionsnotizen (zin bris), die aus Taranathas eigenen Anweisungen zum Text stammen.

### 11 bis 20
- 11. 'Dul ba bdud rtsi'i nying khu, Tshal Minpa Sonam Zangpo. Eine Sammlung von Werken eines der Hauptschüler Dölpopas zu Themen wie Philosophie, Ethik, Geschichte und tantrische Praxis.
- 12. Spyod 'jug sa 'grel, Sazang Mati Panchen. Kommentar von einem der Hauptschüler Dölpopas zum berühmten Mahayana-Traktat über Bodhicitta, dem Bodhicaryavatara des indischen Gelehrten Shantideva.
- 13. Rgyud bla sa 'grel, Sazang Mati Panchen. Kommentar zum Uttaratantra von einem der Hauptschüler Dölpopas.
- 14. Sa bzang gsung 'thor, Sazang Mati Panchen. Verschiedene Schriften eines herausragenden Gelehrten der Jonang-Tradition zu verschiedenen Themen, die sich hauptsächlich mit dem Kalachakra und der tantrischen Praxis befassen.
- 15. Rgyud bla'i 'grel ba, Zhangton Sonam Drakpa[4]. Kommentar zum Uttaratantra von einem der Hauptschüler Dölpopas.
- 16. Jo nang lo tshA'i gsung 'thor, Lotsawa Lodro Pal[5]. Verschiedene Schriften von Jonang Lotsawa, einem der Hauptschüler Dolpopas, zu zahlreichen Themen der Mahayana-Philosophie und des Kalachakra.
- 17-20. Dus 'khor mchan 'grel, Chogle Namgyal. (4 Bde.). Dies ist der berühmte kommentierte Kommentar zu den Wurzelversen und der Hauptkommentar des Vimalaprabha zum Kalachakra-Tantra von Chogle Namgyal, einem der engsten Schüler Dölpopas.
- 21. Gzhi lam 'bras bu'i ngo sprod, by Chogle Namgyal. Schriften über die Grundlage, den Weg und die Verwirklichung der tantrischen Praxis nach dem Jonang-Kalachakra-System.

### 21 bis 33
- 22. 'Khrul 'joms, by Chogle Namgyal. Ein Hauptwerk von einem der Hauptschüler Dolpopas über die Buddhanatur und die Vajrayana-Praxi.s
- 23. Bstan 'gyur dkar chag, Chogle Namgyal. Katalog des tibetisch-buddhistischen Kanons der kommentierenden Literatur.
- 24. Dus 'khor rgyud snying bsdus pa, Kupng Thukje Tsondru. Wesentliche Zusammenfassung des Kalachakra-Tantra von einem der frühen Jonang-Kalachakra-Meister.
- 25. Gsal sgron rnam bzhi, by Drubchen Yumo Mikyo Dorje. Die Vier Lampen über die Themen der sechsfachen Vajrayoga-Praxis des Kalachakra – Leerheit, Leuchtkraft, Verschmelzung und Mahamudra – von einem der herausragenden Vorväter der Jonang-Kalchakra-Tradition.
- 26. Mdo sde gyi rnam bshad, Sazang Mati Panchen. Kommentar zum Mahayanasutralankara von einem der Hauptschüler Dolpopas.
- 27. Bya ba kun las btus pa, Sazang Mati Panchen. Kompendium der Prinzipien für die Vajrayana-Praxis.
- 28. Ka lA pa'i mdo'i rnam bshad, Sazang Mati Panchen. Erläuterung des Ka lA pa'i mdo zur Sanskrit-Grammatik.
- 29. Ngo sprod rgyud gsum gsal byed, Drigung Lotsawa. Schriften über die gesamte Bandbreite des Vajrayana-Pfades.
- 30. Bstan pa spyi 'grel gyi 'gral ba, Gharungpa Lhai Gyaltsen. Kommentar zu einem der berühmtesten Werke Dolpopas von einem seiner engsten Schüler.
- 31. Rgyud bla ma'i 'grel ba, Rinchen Yeshe und Yeshe Dorje. Kommentar zum Uttaratantra.
- 32. 'Od gsal rgyan gyi bshad pa, Nyawon Kunga Pal. Eine wichtige Schrift über Shentong aus der Erfahrung der Vajrayoga-Praxis.
- 33. Bshes 'phrn rnam bshad, Taranatha. Von Schülern verfasste Vortragsnotizen zu Taranathas Kommentar zu Mahayanas Neutralankara Nagarjunas Suhrilekha und dem Kalachakra-Tantra.